# Jules Joseph Ray
Pour les articles homonymes, voir Ray.
Jules Joseph Ray, né le 2 juillet 1815 à Troyes (Aube) et mort le 19 décembre 1883 dans la même ville, est un zoologiste, naturaliste, malacologiste, entomologiste et archéologue français.

## Biographie
Après avoir effectué des études de pharmacie à Paris, il retourne dans sa ville natale pour s'occuper de son officine et de ses recherches naturalistes.
Dès 1842, il devient membre de nombreuses sociétés savantes et naturalistes de nombreuses régions françaises.
En 1846, il est nommé membre de la Société académique de l'Aube dont il occupera plus tard la fonction d'archiviste. En décembre de la même année, il est choisi comme conservateur du Musée de la ville de Troyes et remet à neuf les maigres collections enfouies dans les armoires depuis 1815 tout en les augmentant considérablement dans toutes les disciplines. En ce sens, on peut considérer Jules Joseph Ray comme le véritable créateur du Muséum d'histoire naturelle de Troyes. Les collections qu'il rassembla furent étudiées et déterminées, à sa demande, par de nombreux spécialistes : les arachnides par Eugène Simon (1848-1924), les isopodes par Gustav Henrik Andreas Budde-Lund (1846-1911) de Copenhague, les coléoptères par le Dr Koch, les microlépidoptères par Camille Jourdheuille (1830-1909), etc. C'est ainsi qu'il devint l'ami de savants naturalistes de l'Europe entière.
En 1883, trois semaines avant son décès, il intègre la Société malacologique de France.
Ses travaux relativement nombreux sont très diversifiés. En malacologie pure, il ne laissa que quatre mémoires concernant essentiellement les mollusques dulcicoles.